# روبرت ساهاکیانتس

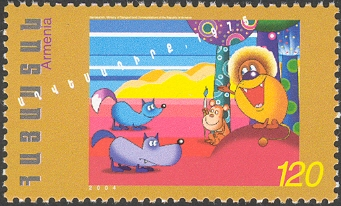

روبرت آرشاویری ساهاکیانتس (ارمنی: Ռոբերտ Արշավիրի Սահակյանց؛ زاده ۳۰ اوت ۱۹۵۰ – درگذشته ۲۴ سپتامبر ۲۰۰۹) پوما، فیلم‌نامه‌نویس و کارگردان اهل ارمنستان بود. وی بین سال‌های ۱۹۷۳ تا ۲۰۰۹ میلادی فعالیت می‌کرد.

## زندگی‌نامه
وی در ۳۰ اوت ۱۹۵۰ در باکو به دنیا آمد و از فارغ‌التحصیل شد. در سال ۱۹۶۴ وی و خانواده‌اش ایروان پایتخت ارمنستان شوروی نقل مکان نمودند. از فیلم‌ها یا برنامه‌های تلویزیونی که وی در آن فعالیت نموده است می‌توان به درس و کیکوس اشاره کرد. وی همچنین برندهٔ جوایزی همچون چهره هنری شایسته ارمنستان شوروی و هنرمند مردمی جمهوری ارمنستان شده‌است. وی در ۲۴ سپتامبر ۲۰۰۹ در سن سالگی در ایروان درگذشت.